# Würzburger Domschatz

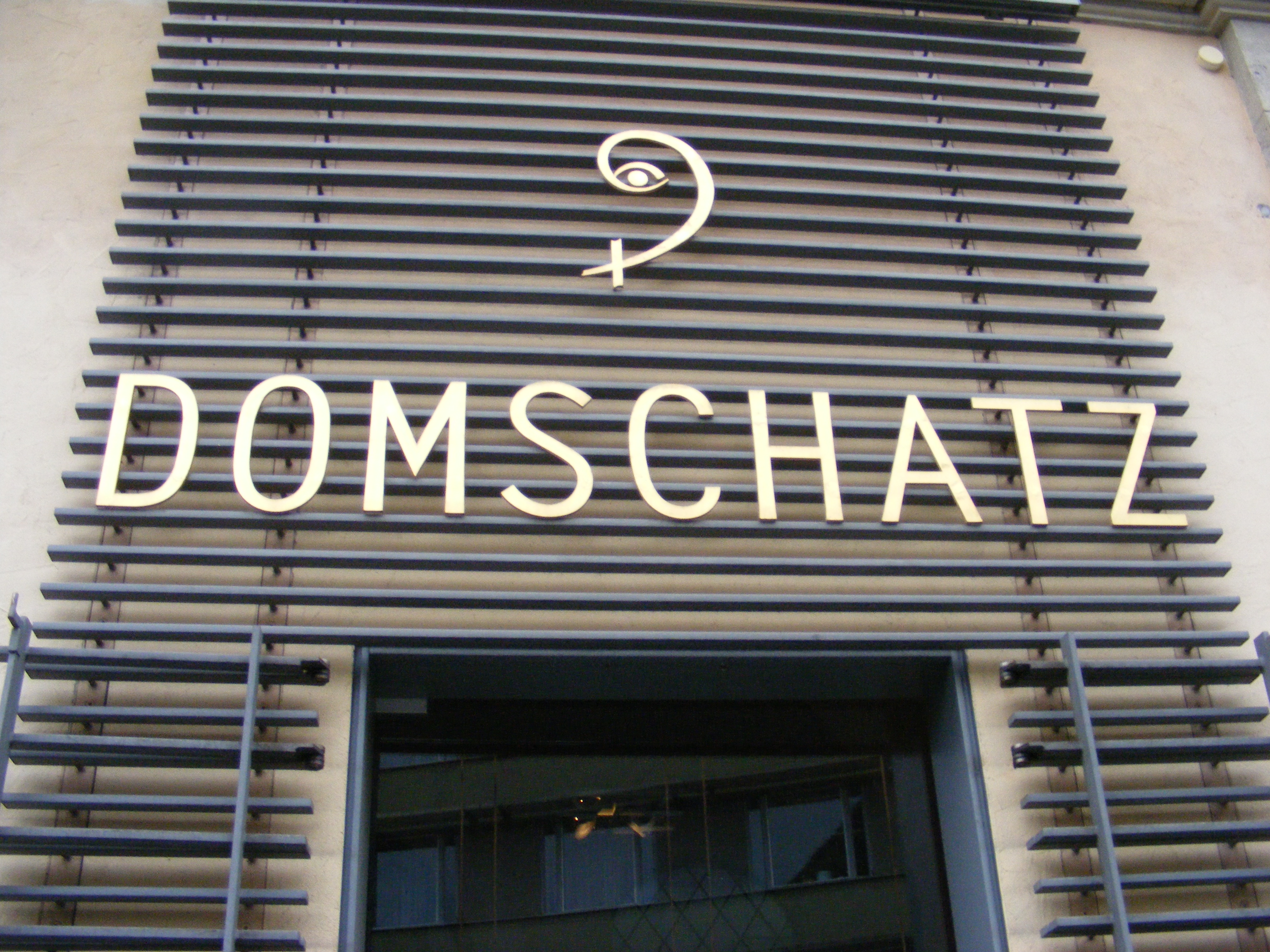
Domschatz Würzburg, Nordeingang des Marmelsteiner Hofs

Der Würzburger Domschatz umfasst wertvolle, kunstvoll gearbeitete (liturgische) Gegenstände, die vom 11. bis ins 20. Jahrhundert im Würzburger Dom verwendet wurden. 
Die Dauerausstellung befand sich bis 2015 im Marmelsteiner Hof, seitdem ist sie im Würzburger Dom zu sehen. Präsentiert werden bischöfliche Insignien, Gefäße, Gewänder, Grabbeigaben, bestickte Textilien, Gemälde, Bildhauer- und Goldschmiedearbeiten.

## Die Sammlung
Der Domschatz umfasst unter anderem Objekte folgender Bereiche:
- Teile der Domausstattung, die nach dem Bombenangriff im März 1945 beschädigt geborgen wurden
- Gemälde und Ausstattungsteile, welche den Wandel des Dominneren über die Jahrhunderte zeigen
- Grabbeigaben der Bischofsgräber
- Liturgische Gegenstände und Gewänder
- Bischofsinsignien, Bischofsschwerter aus der Zeit der Fürstbischöfe
- Kreuze
- Reliquiare
- Wappenkalender des Würzburger Domstifts
- Skulpturen

## Quelle
- Der Artikel basiert auf dem Artikel Domschatz aus der freien Enzyklopädie WürzburgWiki und steht unter der Creative-Commons-BY-SA-Lizenz.

Koordinaten: 49° 47′ 31,9″ N, 9° 55′ 54,6″ O